# N'dalatando
N'dalatando, também conhecida como Nadalatando, é uma cidade e comuna angolana, sede do município de Cazengo e capital da província de Cuanza Norte.
Segundo as projeções populacionais de 2018, elaboradas pelo Instituto Nacional de Estatística, conta com uma população aproximada de 130.000 habitantes.
Até 1975 teve a designação de "Vila Salazar", em homenagem ao então presidente do Conselho de Ministros português, António de Oliveira Salazar.

## Infraestrutura

### Transportes
N'dalatando é conectada à nação pela rodovia EN-230, que a liga à Lucala, além da dar acesso à Luanda, e; a rodovia EN-120 que dá acesso ao Buéla, Dondo, Canhoca e Golungo Alto.
Na cidade está uma das mais importantes estações ferroviárias do Caminho de Ferro de Luanda, paragem de conexão da cidade tanto com Malanje quanto com Luanda, facilitando as trocas comerciais e o transporte de passageiros para toda a região.
A cidade ainda é servida pelo Aeroporto Comandante Ngueto.

### Educação
Na cidade há dois campi universitários, que abrigam o Instituto Superior Politécnico de Nadalatando, e;. a Escola Superior Pedagógica do Cuanza Norte.

## Cultura e lazer

### Manifestações culturais

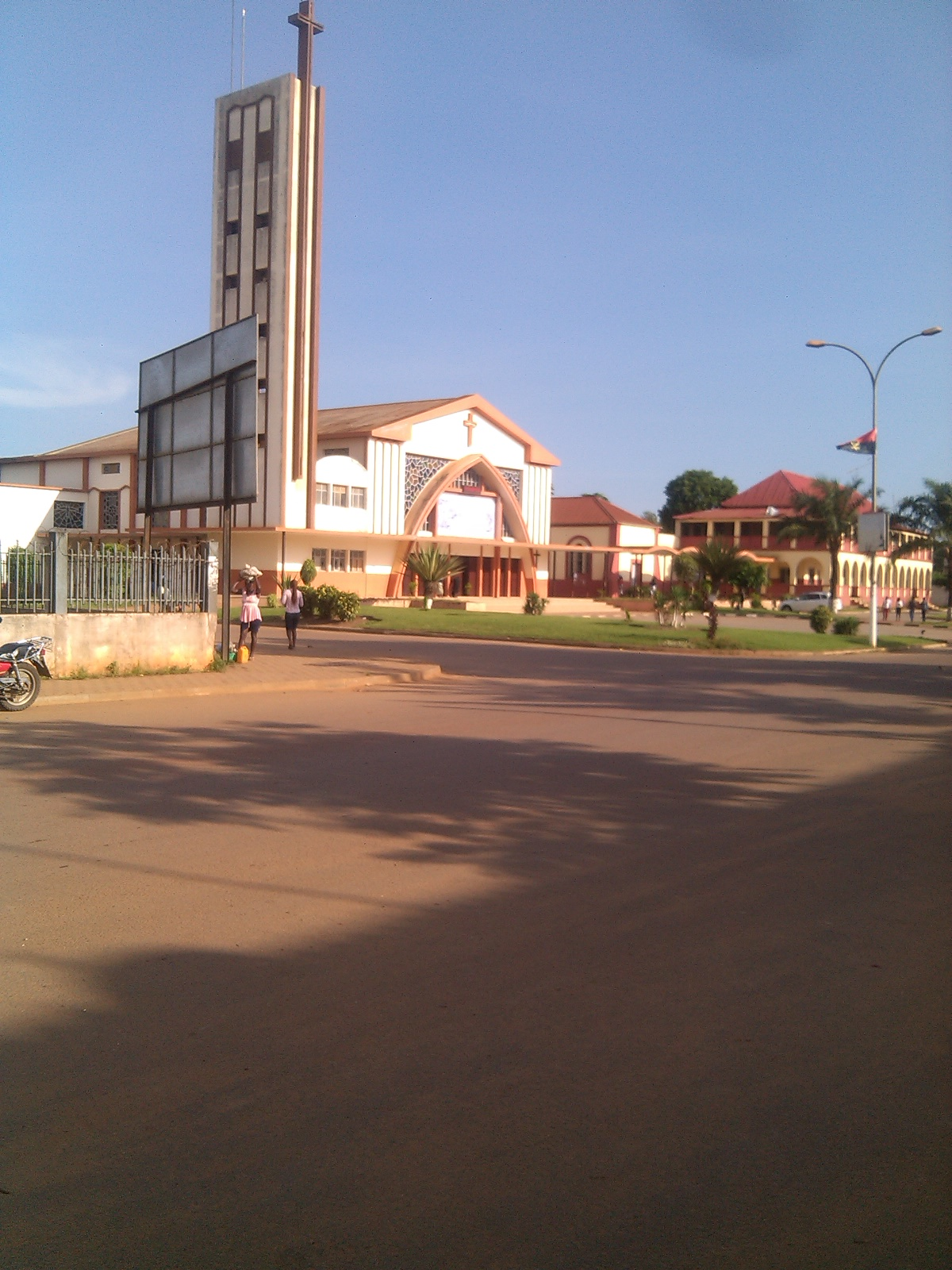
Paróquia de São João Baptista, Sé Catedral de Nadalatando, em 2016.

A cidade é sede da diocese de Nadalatando, criada pelo papa João Paulo II, em 1990, pelo desmembramento da arquidiocese de Luanda. Abrange todo o território da província do Cuanza Norte. O seu primeiro bispo foi Dom Pedro Luís Scarpa..
É esta diocese que promove a manifestação cultural-religiosa de Peregrinação ao Santuário de Maria Auxiliadora, no bairro da Quipata, em N'dalatando. É uma das principais celebrações católicas do país.

### Espaços de lazer
Os locais de contemplação natural na cidade são o Parque de Santa Isabel e Sobranceiro, onde há muitas nascentes d'água, e; o Centro Botânico do Quilombo, a cinco quilómetros do centro.
Já estruturas arquitetônicas de relevo são o Santuário de Maria Auxiliadora, a Igreja de São José Baptista, o Mercado da Torre do Relógio, o Edifício dos Correios e a Estátua da Rainha Jinga Ambande.
A principal prática esportiva da cidade é o futebol, sendo que a principal equipa local é o Porcelana Futebol Clube do Cazengo, que manda seus jogos no Estádios Santos Dinizes.

## Cidadãos ilustres
- Mascarenhas